# 0. dynastie
0. dynastie (tj. „nultá dynastie“) je konvenční označení zavedené v egyptologii pro krále starověkého Egypta, kteří jsou doloženi před 1. dynastií, tedy v samém závěru tzv. Předdynastické doby, ale ještě před Archaickou dobou. Přisuzuje se jim úhrnná doba vlády přibližně 200–250 let a končí kolem roku 3150 př. n. l.
Nejde o egyptskou dynastii v pravém slova smyslu, ale o klasifikační konstrukci založenou na interpretaci archeologických nálezů a jejich uspořádání v relativní chronologii. Starověcí Egypťané si sice byli vědomi toho, že před 1. dynastií vládli nějací králové, nicméně je interpretovali mytologicky, např. jako Bau z Pe a Nechenu, a nikoli historicky. Proto také nebyli součástí jejich historické paměti a neobjevují se v Manehtově systému dynastií. Archeologicky doba 0. dynastie odpovídá kultuře Nakáda III.
S pojmem nulté dynastie úzce souvisí i tzv. dynastická rasa, což byla teoretická konstrukce vysvětlující tehdy zdánlivě náhlý vzestup egyptské kultury příchodem cizí vyspělejší rasy na konci pravěku, z jejíž řad pocházeli první vládcové a zapříčinili rychlý kulturní vzestup Egypta na počátku Archaické doby. V současné době je ale tato teorie považována za chybnou a překonanou.